# Malanea martiana
Malanea martiana är en måreväxtart som beskrevs av Johannes Müller Argoviensis. Malanea martiana ingår i släktet Malanea och familjen måreväxter. Inga underarter finns listade i Catalogue of Life.